# 前庭系统
前庭系统（英文：Vestibular system），是负责人体自身平衡感和空间感的感觉系统，对于人的运动和平衡能力起关键性的作用。在大部分哺乳动物中，前庭系统和耳蜗（负责听觉）是内耳最重要的组成部分，二者一起构成了内耳迷路。前庭系统连接前庭神经，发送神经信号给控制眼球运动的中枢神经系统，保证我们在移动时也能拥有清晰的视觉；也发送信号给肌肉相关的神经结构，使我们保持直立。
由于人的运动由旋转和平移两种方式组成，前庭系统也由两个部分组成：半规管（感知旋转动作）、耳石（感知直线加速）。前庭系统在解剖学上由半规管和耳前庭构成，后者在结构上位于半规管和耳蜗之间，包含了耳石，与中耳的听小骨相连。

## 结构

耳內半圆管的推拉結構，這邊的例子是头部向右的水平运动。

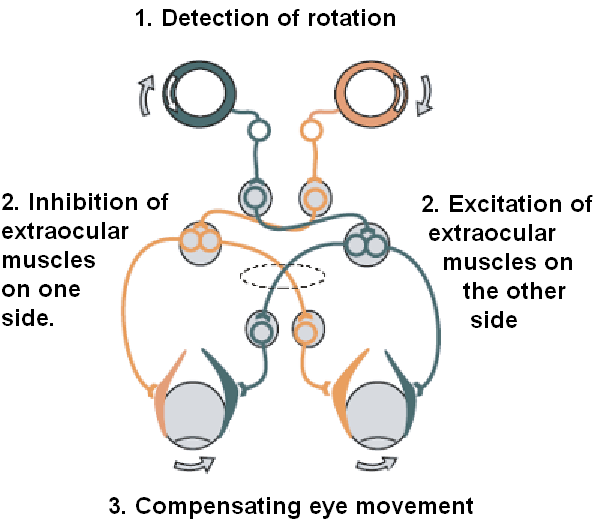
前庭-眼球反射。耳朵感知到旋转会触发对一侧眼肌的抑制性信号和对另一侧的兴奋性信号。其结果是眼睛的补偿性运动。

### 半规管
半规管系统感知旋转动作。其中半规管是其主要感觉器官。作为人自身感知三维世界的基础，每个迷路内都用三个半规管。他们之间近似成直角，分别被叫做外半规管（又称水平半规管）、上半规管和后半规管（这两个又称垂直半规管）。半规管又分为骨半规管和膜半规管，其中膜半规管套于骨半规管内。

### 耳石
半規管系感主要在感知旋轉動作，而耳石器官則是感知定向加速度。我們每邊各有兩個耳石器官，一個稱做橢圓囊(utricle)，另一個稱做球狀囊(saccule)，橢圓囊與水平直線加速度有關，球狀囊與垂直加速度有關，均屬於靜態平衡。在耳石膜中的耳石晶體附著在膠質覆膜上，比周圍組織重，因此在定向加速度時會發生位移，導致毛細胞的纖毛束轉向，產生感覺訊號。大部份橢圓囊產生的訊號是由眼球運動所觸發，而大部份球狀囊所產生的訊號則是反應出控制人體姿勢的肌肉運動。半規管對旋轉動作所產生的訊號解析是相當容易的，而解析耳石的訊號則困難多了。重力是屬於定向等加速度的一種，針對耳石的訊號，我們得設法將其從重力所產生的加速度與其他定向加速度所產生的區分開來，而人體還處理的不錯，只是用於此區分的底層神經機制，目前我們仍尚未完全瞭解。

## 平衡觉
來自前庭系統的感覺稱為前傾平衡感，包括平衡感和定向加速度。當前庭系統在沒有其他因素刺激下所產生的感覺稱為本體感覺。例如一個人在完全黑暗的環境裡坐在椅子上，如果椅子轉向左方，他也會有轉向左方的感覺；當他在電梯裡，視覺上看到的是幾乎是固定不變的，當電梯往下時，人也會產生往下的感覺。

## 病理学

### BPPV
BPPV，全名為良性陣發性姿勢變換性眩暈Benign Paroxysmal Positional Vertigo，發生的原因可能為耳石剝離，其碎屑落入半規管中，大多為後半規管。當頭部轉動至某些位置時，這些碎屑發生位移並改變半規管內淋巴液的流動，而導致頭昏、暈眩以及眼球震顛等症狀。